# 诺利
诺利（義大利語：Noli），是意大利萨沃纳省的一个市镇。总面积9.62平方公里，人口2872人，人口密度298.5人/平方公里（2009年）。ISTAT代码为009042。
自1192年至1797年，诺利曾是一個海上共和国，诺利共和國。